# Ferdinand Sietze
Karl Friedrich Ferdinand Sietze (* 9. Juni 1798 in Marienwerder (Westpreußen); † 28. Februar 1847 in Sebaldushof bei Treuenbrietzen) war ein deutscher Rechtsphilosoph und Professor in Königsberg (Preußen).

## Leben
Ferdinand Sietze wurde als Sohn des Juristen und späteren Obertribunalrats Christoph Friedrich Wilhelm Sietze (* 16. August 1771; † 23. Oktober 1830), dessen Vater Postmeister in Treuenbrietzen war, und der 1797 mit ihm vermählten Maria Sophia Charlotte Sietze, geb. Seebald, geboren. Sein Bruder Ludwig Sietze († Oktober 1831) studierte seit 1817 an der Bergakademie Freiberg und wurde Schüler Nees von Esenbecks. Als Ingenieur im Auftrag des Deutsch-Amerikanischen Bergwerkvereins und Königlich-Preußischer Handels-Agent ging er nach Mexiko wo er von 1826 bis 1828 den Grubenbezirk Angangueo westlich von Mexiko-Stadt leitete.
Über die Jugend und die Ausbildung Ferdinand Sietzes ist wenig bekannt. Zunächst studierte er in Berlin, u. a. bei Friedrich Schleiermacher. Am 27. April 1819 immatrikulierte sich Sietze an der Universität Heidelberg für das Jurastudium und belegte Vorlesungen bei Johann Kaspar Gensler und Friedrich Creuzer. In seinem noch vor der Dissertation erschienenen Werk Grund-Begriff Preußischer Staats- und Rechts-Geschichte bezeichnete er Preußen als „eine Riesenharfe [...], ausgespannt im Garten Gottes, um den Welt-Choral zu leiten“. Preußen werde, meint Sietze, alle Völker frei lassen und sie zwar beherrschen, aber nicht durch Ketten, sondern durch den Geist. Karl Rosenkranz fasste die Thesen dieser Schrift zusammen, die er wie folgt beurteilte: „Sietze hat sich, wenn ich mich des Ausdrucks bedienen darf, die Wirkung seiner mühsamen Arbeit durch einige Geschmacklosigkeiten verkümmert, die allerdings noch immer die Farbe tragen, aus einem nicht gewöhnlichen Geist entsprungen zu sein [...].“
In der Literatur wurde Sietze verschiedentlich ein „Schüler“ Georg Wilhelm Friedrich Hegels genannt. In seinen Schriften berief er sich auf Vorlesungen des Philosophen, die er ab 1821 in seiner Zeit als Auskultator und Referendar am Berliner Kammergericht besuchte. Als „Hegelscher Jurist“ bezeichnet ihn Karl Rosenkranz. Den Denker Johann Georg Hamann nahm Sietze allerdings gegen kritische Bemerkungen Hegels in Schutz. Der Philosoph Joachim Ritter nennt Sietzes Werk ein „besonders krasses Beispiel“ für eine (verfehlte) Anwendung der spekulativen Methode und macht Sietze für die „Vorstellung von dem inneren Zusammenhang zwischen der Philosophie Hegels und Preußen“ verantwortlich.
1830 wurde Sietze Privatdozent an der Albertus-Universität Königsberg. Im gleichen Jahr wurde er bei Daniel Christoph Reidenitz über das germanische Recht promoviert, mit einer Arbeit unter dem Titel Dissertatio Inauguralis Quaestionem Illustrans Num Veterum Germanorum Successionis In Alodia Ordo Fuerit Parentelaris?. 1832 wurde er zum außerordentlichen Professor an der juristischen Fakultät ernannt, an der er seitdem lehrte.
In Treuenbrietzen besaß Sietze einen offenbar von den Großeltern ererbten Landsitz, auf den er sich 1835 zurückzog.

## Familie
Ferdinand Sietze heiratete am 22. Juli 1840 in Königsberg Emilie Maria Ernestine von Funck (* um 1800; † 13. Dezember 1847 in Sebaldushof), mit der er mehrere Kinder hatte.

## Schriften
- Grund-Begriff Preußischer Staats- und Rechts-Geschichte als Einleitung in die Wissenschaft des Preußischen Rechts. Laue, Berlin 1829 (Digitalisat).
- Dissertatio Inauguralis Quaestionem Illustrans Num Veterum Germanorum Successionis In Alodia Ordo Fuerit Parentelaris? Paschke, Regiomontii Prussorum (Königsberg) 1830.
- Ausübung oberstrichterlicher Gewalt des Staats und Cabinets-Justiz in wesentlicher Differenz dargestellt. Ferdinand Riegel, Potsdam 1835 (Digitalisat).
- Beleuchtung der Denkschrift und des Gesetz-Entwurfs über Benutzung der Privat-Flüsse. Jonas, Berlin 1843 (Digitalisat).